# Acta Universitatis Lodziensis. Folia Litteraria Romanica
Acta Universitatis Lodziensis. Folia Litteraria Romanica – czasopismo naukowe Instytutu Romanistyki Uniwersytetu Łódzkiego wydawane przez Wydawnictwo Uniwersytetu Łódzkiego.

## O czasopiśmie
Geneza rocznika Folia Litteraria Romanica sięga końca lat 70. XX wieku. W 1982 roku z inicjatywy prof. Kazimierza Kupisza ukazał się pierwszy zeszyt naukowy łódzkiej romanistyki, który był miejscem publikacji prac naukowych romanistów oraz materiałów z konferencji naukowych organizowanych przez Katedrę Filologii Romańskiej UŁ. W roku 2000, za sprawą prof. Zbigniewa Naliwajka, Folia Litteraria Romanica stały się spadkobiercą tej serii, specjalizującym się w publikacjach z zakresu literaturoznawstwa romańskiego, a także językoznawstwa. Podstawowym językiem publikacji jest język francuski, chociaż niekiedy ukazują się wydawnictwa w innym języku romańskim lub w języku polskim. W czasopiśmie drukują swoje prace naukowcy zarówno z kraju, jak i z zagranicy. Studia literaturoznawcze dotyczą wybranych twórców, gatunków literackich, szczególnych problemów poznawczych. Prace językoznawcze skupiają się wokół zagadnień należących do różnych działów lingwistyki, między innymi leksykologii, paremiologii, semantyki, diasystemowego zróżnicowania językowego, komparatystyki językowej. Materiały są recenzowane w modelu (double blind review). Wszystkie artykuły dostępne są w Otwartym Dostępie (Open Access) na licencji CC BY-NC-ND.

## Rada Naukowa
- prof. Jean-Claude Arnould (Uniwersytet w Rouen)
- prof. Maciej Abramowicz (Uniwersytet Artes Liberales, Warszawa)
- prof. Gérard Gengembre (Uniwersytet w Caen)
- prof. Jean-Paul Pittion (Uniwersytet François-Rabelais oraz Trinity College, Dublin)
- prof. Denis Reynaud (Uniwersytet w Lyonie)
- prof. Françoise Simonet-Tenant (Uniwersytet w Rouen)

## Redaktorzy
- dr hab. prof. UŁ Magdalena Koźluk, redaktorka naczelna. i red. tematyczna – literatura (Uniwersytet Łódzki)
- dr Justyna Giernatowska, sekretarzyni redakcji (Uniwersytet Łódzki)
- dr hab. prof. UŁ Agnieszka Woch, zastępczyni redaktora naczelnego i red. tematyczna – językoznawstwo (Uniwersytet Łódzki)

## Bazy
- Scopus
- Web of Science
- Arianta
- BazHum
- CEEOL
- CEJSH
- DOAJ
- EBSCO
- ERIH PLUS
- Index Copernicus